# Gillarens

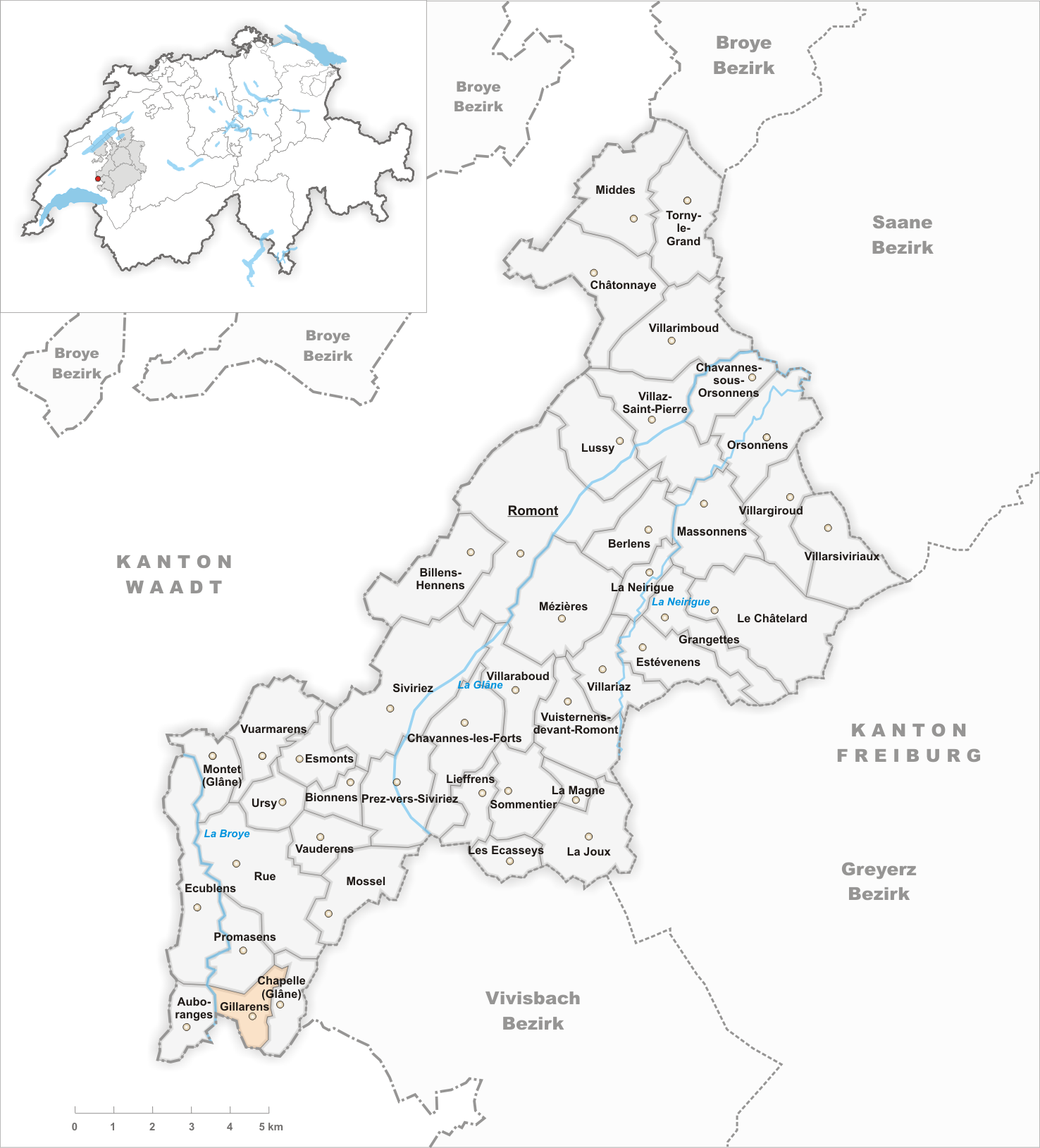
Gemeindestand vor der Fusion am 1. Januar 2001

Gillarens (Freiburger Patois Dzeralyinⓘ) ist eine Ortschaft und früher selbständige politische Gemeinde im Distrikt Glâne des Kantons Freiburg in der Schweiz. Am 1. Januar 2001 wurde Gillarens nach Rue eingemeindet.

## Geographie
Gillarens liegt auf 676 m ü. M., dreieinhalb Kilometer südlich von Rue und 14 Kilometer südwestlich des Bezirkshauptortes Romont (Luftlinie). Das Dorf erstreckt sich am östlichen Talhang der Broye an aussichtsreicher Lage rund 100 m über dem Talboden, im Molassehügelland des südwestlichen Freiburger Mittellandes. Die ehemalige Gemeindefläche betrug rund 2,0 km². Das Gebiet reichte von der Broye ostwärts über den breiten Talboden und den sanft geneigten Hang von Gillarens bis auf die Höhe von Chapelle (bis 760 m ü. M.).

## Bevölkerung
Mit 177 Einwohnern (2000) zählte Gillarens vor der Fusion zu den kleinen Gemeinden des Kantons Freiburg. Zu Gillarens gehören einige Hofsiedlungen und Einzelhöfe.
Einwohnerzahlen: Volkszählungsdaten

## Wirtschaft
Gillarens war bis in die zweite Hälfte des 20. Jahrhunderts ein vorwiegend durch die Landwirtschaft geprägtes Dorf. An der Broye wurde früher eine Mühle betrieben. Noch heute haben die Milchwirtschaft, die Viehzucht und in geringerem Mass der Ackerbau einen wichtigen Stellenwert in der Erwerbsstruktur der Bevölkerung. Einige weitere Arbeitsplätze sind im lokalen Kleingewerbe und im Dienstleistungssektor vorhanden. Seit 1993 ist Gillarens Standort eines Behindertenheims der Stiftung Eben-Ezer. In den letzten Jahrzehnten hat sich das Dorf auch zu einer Wohngemeinde entwickelt. Viele Erwerbstätige sind deshalb Wegpendler, die hauptsächlich in der Region Oron arbeiten.

## Verkehr
Das Dorf liegt abseits der grösseren Durchgangsstrassen, ist aber von Oron-la-Ville leicht erreichbar. Das Dorf Gillarens (Village) selbst hat nur von Montag bis Freitag und nur dreimal am Tag  Anschluss an das Netz des öffentlichen Verkehrs. Die Buslinie der Transports publics Fribourgeois, die von Romont via Ursy und Oron-la-Ville nach Palézieux-Gare verkehrt, hält in der übrigen Zeit an einer Kreuzung der Broyetalstrasse rund 700 m vom Ortskern entfernt.

## Geschichte
Die erste urkundliche Erwähnung des Ortes erfolgte im 12. Jahrhundert unter dem Namen Gislerens. Später erschienen noch die Schreibweisen Gislarens (1225) und Gillerens (1302). Der heutige Name Gillarens ist seit 1273 bezeugt. Der Ortsname leitet sich von dem germanischen Personennamen Giselher ab (althochdeutsch: Gisilheri oder Gisilhari bzw. Gisillar; spätere Schreibweisen im Burgundischen sind: Gislar oder Gillar und Gisler oder Giller) und bedeutet mit dem Suffix -ens so viel wie „bei den Nachkommen/Leuten des Giselher“.
Gillarens war im Hochmittelalter im Besitz der Abtei Saint-Maurice, welche die Siedlung mit ihrem Umland um 1150 der Abtei Haut-Crêt übergab. Als die Berner 1536 das Waadtland eroberten, kam das Dorf unter die Herrschaft von Freiburg und wurde der Vogtei Rue zugeordnet. Nach dem Zusammenbruch des Ancien Régime (1798) gehörte Gillarens während der Helvetik und der darauf folgenden Zeit zum Bezirk Rue und wurde 1848 in den Bezirk Glâne eingegliedert. Mit Wirkung auf den 1. Januar 2001 wurde Gillarens nach Rue eingemeindet. In kirchlichen Angelegenheiten gehört Gillarens zur Pfarrei Promasens.